# Цереалії
Цереа́лії (лат. Cerealia) — давньоримські свята на честь Церери, богині родючості і хліборобства. Починались 12 квітня і тривали 8 днів. У жертву богині приносили медові стільники, плоди, свиней. Римляни влаштовували святкові трапези, запрошуючи долучитись усіх перехожих, аби вмилостивити Цереру. З III сторіччя до н. е. відомі ігри, присвячені Церері (лат. ludi Ceriales) у Великому цирку. Жан-Жак Русо у «Дискусії про походження нерівності», цитуючи Гуґо Ґроція, називає свята на честь богині Церери Тесмофоріями та каже, що вони були подібні до Елевсинських містерій.
Про архаїчне походження цих звичаїв свідчить описаний Овідієм нічний ритуал. До хвостів живих лисів прив'язували палаючі смолоскипи і так випускали їх у Circus Maximus. Походження і зміст цього звичаю невідомі; це нібито могло служити очищенню майбутнього врожаю від хвороб і шкідників, або ж додати тепла і життєвої сили їхньому зростанню. Овідій пропонує міфологічне пояснення: в давнину, нібито, селянський хлопець зловив лиса, що крав курей, і хотів спалити його живцем. Але той вирвався і своїм палаючим хвостом, втікаючи, запалив поля із хлібами, присвячені Церері. Відтоді на ці свята лиси мають тяжко покутувати свій гріх.